# Alberto Miño
Alberto Miño ( Guayaquil, 21 de agosto de 1990) es un deportista ecuatoriano de la especialidad de tenis de mesa que fue campeón suramericano en Medellín 2010.

## Carrera
Jorge Alberto Miño inició su relación con el tenis de mesa a los 8 años, gracias al director de la academia de Salesianos Club, Ángel Robusti Basso, quien lo orienta a participar de los entrenamientos ue se daban en el colegio Cristóbal Colón. 
Su despegue internacional lo obtiene en febrero de 2005, obteniendo el tercer lugar en el 10.º Abierto Internacional Juvenil en Budapest, Hungría. A su regreso conseguiría la clasificación mundial infantil representando a Latinoamérica, primera vez para un ecuatoriano, donde se ubicaría en el tercer lugar por equipos, quinto en dobles y décimo en la categoría individual. Alberto finalizaría ese año siendo cuádruple campeón sudamericano infantil y campeón del torneo US Open.
Alberto es el primer ecuatoriano en entrar en el top 100 del mundo. Durante los siguientes años, Miño recibe la atención de la Federación Ecuatoriana de Tenis de Mesa que, junto al apoyo de su padre, le permiten alcanzar campeonatos sudamericanos, latinoamericanos y de circuitos mundiales.  Este palmarés le sirve como carta de presentación para que el club francés Bayard Argentan le abra sus puertas en la liga de este país.  Actualmente milita en el club TTC Zugbrücke Grenzau de la liga alemana de tenis de mesa. 
Actualmente, participó en los Juegos Bolivarianos Valledupar 2022, donde obtuvo una medalla de oro en la categoría dobles junto a Emiliano Riofrío y dos medallas de bronce en la categoría en equipos y singles.